# دانشکده فناوری‌های نوین دانشگاه شیراز
دانشکده علوم و فناوری‌های نوین دانشگاه شیراز در سال ۱۳۸۸ تأسیس شد. اولین رشته این دانشکده، کارشناسی ارشد نانو مهندسی شیمی بود و در حال حاضر علاوه بر این رشته، مهندسی نانو زیست فناوری، مهندسی مکاترونیک، مهندسی متریونیک، مهندسی سیستم‌های میکرو و نانو الکترومکانیک در مقطع کارشناسی ارشد را داراست.

## گروه‌های آموزشی
- نانو مهندسی شیمی
- مهندسی نانو زیست فناوری
- مهندسی مکاترونیک
- مهندسی متریونیک
- مهندسی سیستم‌های میکرو
- نانو الکترومکانیک